# 布里吉特媽媽
布里吉特媽媽，是海地巫毒的女神，薩梅迪男爵的妻子。這神也是西非巫毒傳到海地與天主教融合後形成。
她是少數白膚碧眼的巫毒神祗，臉上畫著骷髏，進一步突出了生與死之間的密切聯繫。它的象徵是一隻黑色的公雞。
按照傳統，她通常在晚上在墓地裡散步，在月亮下唱歌跳舞。她喜歡喝含辣椒的朗姆酒，並採摘花朵來裝飾她的頭髮。據說蝴蝶總是靠在他的頭髮上，作為生命短暫的象徵。
有時，這個神被認為與愛爾蘭的天主教聖人聖布麗姬有關。